# Esfera fotònica

Una animació de com els raigs de llum es poden desviar gravitacionalment per formar una esfera de fotons

Una esfera fotònica, o anell fotònic o cercle fotònic sorgeix en un veïnatge de l'horitzó d'esdeveniments d'un forat negre on la gravetat és tan forta que els fotons emesos no només es doblegaran al voltant del forat negre, sinó que també tornaran al punt d'on van ser emesos i, en conseqüència, mostraran propietats semblants a un bumerang A mesura que la font que emet fotons cau en el camp gravitatori cap a l'horitzó d'esdeveniments, la forma de la trajectòria de cada fotó bumerang canvia, tendint a una forma més circular. A un valor crític de la distància radial des de la singularitat, la trajectòria d'un fotó bumerang prendrà la forma d'una òrbita circular no estable, formant així un cercle de fotons i, per tant, en agregació, una esfera de fotons. Es diu que l'òrbita circular de fotons és l'última òrbita de fotons El radi de l'esfera fotònica, que també és el límit inferior per a qualsevol òrbita circular, és, per a un forat negre de Schwarzschild,
{\displaystyle r={\frac {3GM}{c^{2}}}={\frac {3r_{\text{s}}}{2}},}
on G és la constant gravitatòria, M és la massa del forat negre, c és la velocitat de la llum en el buit i rs és el radi de Schwarzschild (el radi de l'horitzó d'esdeveniments ); vegeu més avall una derivació d'aquest resultat.
Aquesta equació implica que les esferes de fotons només poden existir a l'espai que envolta un objecte extremadament compacte (un forat negre o possiblement una estrella de neutrons "ultracompacta").
L'esfera fotònica es troba més lluny del centre d'un forat negre que l'horitzó d'esdeveniments. Dins d'una esfera fotònica, és possible imaginar un fotó que s'emet (o es reflecteix) des de la part posterior del cap i, seguint una òrbita del forat negre, és interceptat per l'ull de la persona, permetent veure la part posterior del cap, vegeu per exemple.
Per a forats negres no giratoris, l'esfera fotònica és una esfera de radi 3/2 r s No hi ha òrbites estables de caiguda lliure que existeixin dins o que creuin l'esfera fotònica. Qualsevol òrbita en caiguda lliure que la creui des de l'exterior fa una espiral cap al forat negre. Qualsevol òrbita que el creui des de l'interior escapa cap a l'infinit o torna a caure i gira en espiral cap al forat negre. No és possible una òrbita no accelerada amb un semieix major inferior a aquesta distància, però dins de l'esfera fotònica, una acceleració constant permetrà a una nau espacial o sonda planar per sobre de l'horitzó d'esdeveniments.
Una altra propietat de l'esfera fotònica és la inversió de la força centrífuga (nota: no centrípeta). Fora de l'esfera fotònica, com més ràpid s'orbita, més gran és la força cap a l'exterior que es sent. La força centrífuga cau a zero a l'esfera fotònica, incloent-hi les òrbites que no són de caiguda lliure a qualsevol velocitat, és a dir, un objecte pesa el mateix independentment de la rapidesa amb què orbiti, i esdevé negatiu dins d'ella. Dins de l'esfera fotònica, una òrbita més ràpida condueix a un pes o força cap a dins més gran. Això té greus ramificacions per a la dinàmica de fluids del flux de fluids cap a l'interior.
Un forat negre en rotació té dues esferes de fotons. A mesura que un forat negre gira, arrossega l'espai amb ell. L'esfera fotònica que està més a prop del forat negre es mou en la mateixa direcció que la rotació, mentre que l'esfera fotònica més allunyada es mou en contra. Com més gran sigui la velocitat angular de rotació d'un forat negre, més gran serà la distància entre les dues esferes de fotons. Com que el forat negre té un eix de rotació, això només és cert si s'acosta al forat negre en la direcció de l'equador. En una òrbita polar, només hi ha una esfera de fotons. Això és degut al fet que, en aproximar-se en aquest angle, no existeix la possibilitat de viatjar amb o contra la rotació. La rotació, en canvi, farà que l'òrbita faci precessions.

## Derivació per a un forat negre de Schwarzschild
Com que un forat negre de Schwarzschild té simetria esfèrica, tots els eixos possibles per a una òrbita circular de fotons són equivalents, i totes les òrbites circulars tenen el mateix radi.
Aquesta derivació implica l'ús de la mètrica de Schwarzschild, donada per
{\displaystyle ds^{2}=\left(1-{\frac {r_{\text{s}}}{r}}\right)c^{2}\,dt^{2}-\left(1-{\frac {r_{\text{s}}}{r}}\right)^{-1}\,dr^{2}-r^{2}(\sin ^{2}\theta \,d\phi ^{2}+d\theta ^{2}).}
Per a un fotó que viatja a un radi constant r (és a dir, en la direcció de les coordenades φ ), {\displaystyle dr=0} Com que és un fotó, {\displaystyle ds=0} (un "interval semblant a la llum"). Sempre podem girar el sistema de coordenades de manera que {\displaystyle \theta } és constant, {\displaystyle d\theta =0} (per exemple, {\displaystyle \theta =\pi /2} ).
Si posem ds, dr i dθ a zero, tenim
{\displaystyle \left(1-{\frac {r_{\text{s}}}{r}}\right)c^{2}\,dt^{2}=r^{2}\sin ^{2}\theta \,d\phi ^{2}.}
Reorganització de les donacions
{\displaystyle {\frac {d\phi }{dt}}={\frac {c}{r\sin \theta }}{\sqrt {1-{\frac {r_{\text{s}}}{r}}}}.}
Per continuar, necessitem la relació {\displaystyle {\frac {d\phi }{dt}}} Per trobar-ho, fem servir l'equació geodèsica radial
{\displaystyle {\frac {d^{2}r}{d\tau ^{2}}}+\Gamma _{\mu \nu }^{r}u^{\mu }u^{\nu }=0.}
No desapareixent {\displaystyle \Gamma } els coeficients de connexió són
{\displaystyle \Gamma _{tt}^{r}={\frac {c^{2}BB'}{2}},\quad \Gamma _{rr}^{r}=-{\frac {B^{-1}B'}{2}},\quad \Gamma _{\theta \theta }^{r}=-rB,\quad \Gamma _{\phi \phi }^{r}=-Br\sin ^{2}\theta ,}
on {\displaystyle B'={\frac {dB}{dr}},\ B=1-{\frac {r_{\text{s}}}{r}}}
Tractem geodèsiques radials de fotons amb r constant i {\displaystyle \theta }, per tant
{\displaystyle {\frac {dr}{d\tau }}={\frac {d^{2}r}{d\tau ^{2}}}={\frac {d\theta }{d\tau }}=0.}
Substituint-ho tot a l'equació geodèsica radial (l'equació geodèsica amb la coordenada radial com a variable dependent), obtenim
{\displaystyle \left({\frac {d\phi }{dt}}\right)^{2}={\frac {c^{2}r_{\text{s}}}{2r^{3}\sin ^{2}\theta }}.}
Comparant-ho amb el que s'havia obtingut anteriorment, tenim
{\displaystyle c{\sqrt {\frac {r_{\text{s}}}{2r}}}=c{\sqrt {1-{\frac {r_{\text{s}}}{r}}}},}
on hem inserit {\displaystyle \theta =\pi /2} radians (imagineu que la massa central, al voltant de la qual orbita el fotó, es troba al centre dels eixos de coordenades. Aleshores, a mesura que el fotó viatja al llarg del {\displaystyle \phi } línia de coordenades, perquè la massa estigui situada directament al centre de l'òrbita del fotó, hem de tenir {\displaystyle \theta =\pi /2} radians).
Per tant, reordenant aquesta expressió final s'obté
{\displaystyle r={\frac {3}{2}}r_{\text{s}},}
que és el resultat que ens vam proposar demostrar.

## Un fotó orbita al voltant d'un forat negre de Kerr

Vistes des del costat (esquerra) i des de dalt d'un pal (dreta). Un forat negre en rotació té 9 radis entre els quals la llum pot orbitar en una coordenada r constant. En aquesta animació, es mostren totes les òrbites de fotons per a a = M.

A diferència d'un forat negre de Schwarzschild, un forat negre de Kerr (girador) no té simetria esfèrica, sinó només un eix de simetria, cosa que té conseqüències profundes per a les òrbites dels fotons; vegeu, per exemple, Cramer per a detalls i simulacions d'òrbites i cercles de fotons. Hi ha dues òrbites circulars de fotons en el pla equatorial (prògrada i retrògrada), amb diferents radia Boyer-Lindquist:
{\displaystyle r_{\pm }^{\circ }=r_{\text{s}}\left[1+\cos \left({\frac {2}{3}}\arccos {\frac {\pm |a|}{M}}\right)\right],}
on {\displaystyle a=J/M} és el moment angular per unitat de massa del forat negre.
Existeixen altres òrbites de radi constant, però tenen trajectòries més complicades que oscil·len en latitud al voltant de l'equador.